# Ripoll (fiume)
Il Ripoll è un fiume della Catalogna, in Spagna. Nasce nella sierra de Granera, nel comune di Sant Llorenç Savall a 640 metri s.l.m.. Si dirige verso sud attraverso le sierras di El Farell e Sant Llorenç del Munt, attraversa Castellar del Vallès, Sabadell, Barberà del Vallès, Ripollet, Cerdanyola del Vallès e Montcada i Reixac, dove si unisce al Besòs.